# Chilisalpeter

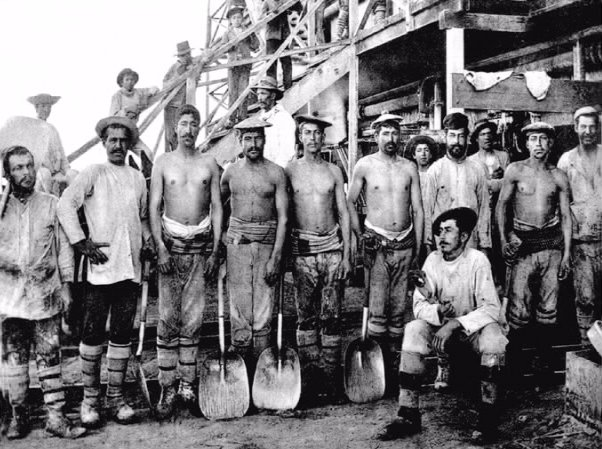
Mijnwerkers in de Chileense salpetermijnen, begin 20e eeuw

Chilisalpeter is een delfstof die voornamelijk bestaat uit natriumnitraat (NaNO3), en andere, verwante chemische verbindingen.
Chilisalpeter komt voor in de Chileense regio's Tarapacá en Antofagasta, in de Atacamawoestijn, tussen de 19e en 26e breedtegraad. Chilisalpeter is ontstaan door uit de nabije Andes afkomstige zoutafzettingen. Het extreem droge klimaat leidde ertoe dat het aanwezige salpeter behouden bleef, en niet in oplossing ging.

Aldus ontstonden uit verschillende lagen bestaande afzettingen. Een caliche-laag bevat veel salpeter en ook andere nitraten, chloriden, en sulfaten van natrium, kalium, calcium en magnesium, en daarnaast tal van andere stoffen, waaronder jodiumverbindingen.

## Geschiedenis
Van 1879 tot 1884 voerde Chili de zogeheten Salpeteroorlog met Bolivia en Peru om de salpetervelden in bezit te krijgen.
Aanvankelijk ontgon men de rijkste salpetervoorkomens, met een salpetergehalte van 10%-70%, later ook steeds armere voorkomens.
Het chilisalpeter zorgde voor een grote bedrijvigheid in het feitelijk onbewoonbare gebied. Honderdduizenden mensen werkten in deze industrie, onder vaak erbarmelijke omstandigheden. Er waren op een gegeven ogenblik wel 160 fabrieken die de gewonnen delfstof moesten opwerken van een salpetergehalte van 6% naar een gehalte van meer dan 95%.
Met de ontginning van het chilisalpeter begon men omstreeks 1830, toen 850 ton salpeter werd gewonnen. In 1850 was dit al 23 kiloton, in 1902 opgelopen tot 1800 kiloton. De productie piekte tijdens de Eerste Wereldoorlog, toen veel salpeter werd gebruikt voor de fabricage van springstoffen, tot een maximum van 3001 kiloton in 1917. Daarna fluctueerde de productie tussen de 1000 en 2300 kiloton per jaar. Een groot deel van het chilisalpeter (5/6 deel ongeveer) werd ook gebruikt voor kunstmestproductie. Na dat jaar nam het belang van chilisalpeter sterk af, omdat het Haber-Boschproces het mogelijk maakte stikstof uit de lucht te binden en aldus eveneens salpeter aan te maken.
Het gevolg was dat de Chileense salpeterindustrie instortte, en wat bleef waren spooksteden als Humberstone en Chacabuco. Later kwamen, onder meer in deze streek, de kopermijnen tot ontwikkeling.

## Proces
Bij de delfstoffenwinning, die in dagbouw (in de open lucht) plaatsvindt, worden springstoffen ingezet, terwijl de opwerking van de delfstof energie-intensief is. De brokken caliche met een hoog salpetergehalte worden handmatig gesorteerd en vervoerd naar een raffinaderij. Het extractieproces is ontleend aan het Leblancproces. In een reeks van te verhitten bakken worden de oplosbare bestanddelen, waaronder het salpeter, opgelost. Door de temperatuur tot 120 °C te laten oplopen neemt de concentratie salpeter toe ten nadele van die van keukenzout en natriumsulfaat, zodat men uiteindelijk een gehalte van 96% kan bereiken, geschikt voor de fabricage van salpeterzuur.